# چانا (ایلینوی)
چانا (به انگلیسی: Chana) یک منطقهٔ مسکونی در ایالات متحده آمریکا است که در ایلینوی واقع شده‌است. چانا ۲۳۸٫۰۵ متر بالاتر از سطح دریا واقع شده‌است.